# Herz (Heraldik)

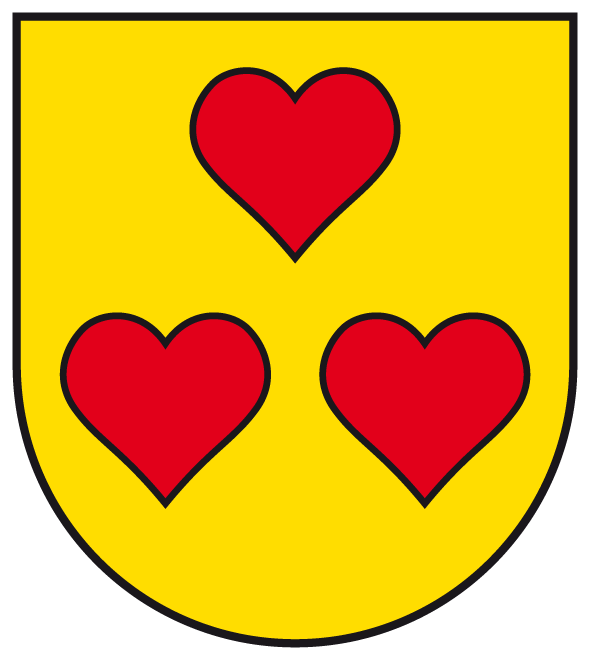
Drei Herzen im Wappen von Dreileben 1:2 gestellt

Das Herz ist eine viel verwendete gemeine Figur in der Heraldik.
Es kann im Wappen einzeln oder in beliebiger Anzahl sein. Nachempfunden ist es dem lange als Symbol der Liebe bekannten stilisierten Organ Herz. Eine Aussage über Symbolik in der Heraldik kann nicht gemacht werden. Für das Herz in der Wappenkunde gilt alles nach den Regeln einer gemeinen Figur. Mehrere Herzen können balken- oder pfahlweise, aber auch schragenweise im Schild sein.
Die Dreizahl ist eine häufig gewählte Menge. Einzelne Herzen werden auch mit einem Kreuz besteckt oder mit einem Pfeil durchstoßen oder durchbohrt. Auch andere Dinge werden am Herzen befestigt, so Blumen (stilisierte und echte), Kronen, Flammen und Flügel. Die gebräuchlichste Farbe ist Rot, von Gold gefolgt. Bei drei Herzen ist der Dreipass gebräuchlich. Hierbei zeigen die Herzspitzen zum gedachten Mittelpunkt des Wappenfeldes und liegen im gleichen Abstand zueinander. Auch ist die Stellung zwei über eins gebräuchlich. Die gestürzte Abbildung (Herz mit Spitze nach oben) ist selten.
Wird das Herz in größerer Anzahl gewählt, kann das Wappenfeld oder die Figur darin beispielsweise belegt, bestreut oder besteckt werden. Das Herz wird in der größten Anzahl Wappen nur zur Verschönerung genommen. Die angetroffene Form ist über die Wappenbeschreibung zu klären.

## Beispiele
Bierlingen, Cölbe Lankau, Bad Liebenstein, Burgbrohl, Münzesheim, Wachendorf, Weimar, Winsen (Luhe), Waghäusel-Wiesental, Weimar, Landkreise Celle, Harburg und Uelzen

Landkreis Harburg mit roten Herzen besätes goldenes Feld
Landkreis Gifhorn mit roten Herzen besätes goldenes Feld
Landkreis Lüneburg, bezugnehmend auf das Wappen Dänemarks
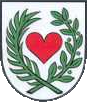
Alperstedt mit Lorbeerkranz
Wappen von Dollerup
Wappen von Nunkirchen
Röhrnbach mit Damaszierung
Wappen von Uissigheim
Blonay mit gestürztem Wappenschnitt
Corsier-sur-Vevey mit Treuen Händen
Vertus im Département Marne